# Sympiesis pulcherrima
Sympiesis pulcherrima är en stekelart som först beskrevs av Alan Parkhurst Dodd 1915.  Sympiesis pulcherrima ingår i släktet Sympiesis och familjen finglanssteklar. Inga underarter finns listade i Catalogue of Life.